# Марек Ботік
Марек Ботік (словац. Marek Botík, 28 червня 1991) — словацький плавець. Учасник Чемпіонату світу з водних видів спорту 2017, де в попередніх запливах на дистанції 50 метрів брасом посів 31-ше місце і не потрапив до півфіналів.